# Sambuca di Sicilia rosso
Il Sambuca di Sicilia rosso è un vino a DOC che può essere prodotto nel comune di Sambuca di Sicilia in provincia di Agrigento.

## Vitigni con cui è consentito produrlo
- Nero d'Avola minimo 50%,
- altri vitigni a bacca nera, non aromatici, idonei alla coltivazione per la provincia di Agrigento, fino ad un massimo del 50%.

## Tecniche produttive
Il Sambuca di Sicilia rosso deve esser invecchiato per almeno sei mesi (a partire dal 1º novembre dell'anno della vendemmia)

## Caratteristiche organolettiche
- colore: rosso rubino, talvolta con riflessi granata;
- profumo: vinoso, caratteristico intenso;
- sapore: asciutto, vellutato, corposo;

## Produzione
Provincia, stagione, volume in ettolitri